# زیردریایی کلاس سیرا
زیردریایی کلاس سیرا (به انگلیسی: Sierra-class submarine) یک کلاس از زیردریایی است که طول آن ۳۵۱ فوت (۱۰۷ متر) می‌باشد.این زیر دریای ساخت کشور روسیه  است